# ایستگاه متروی شپردز بوش
ایستگاه متروی شپردز بوش (انگلیسی: Shepherd's Bush tube station) یکی از ایستگاه‌های متروی لندن است.
این ایستگاه که در منطقه همرسمیت و فولام لندن قرار دارد در سال ۱۹۰۰ تأسیس شده و جزئی از خط مرکزی متروی لندن است.

## نگارخانه

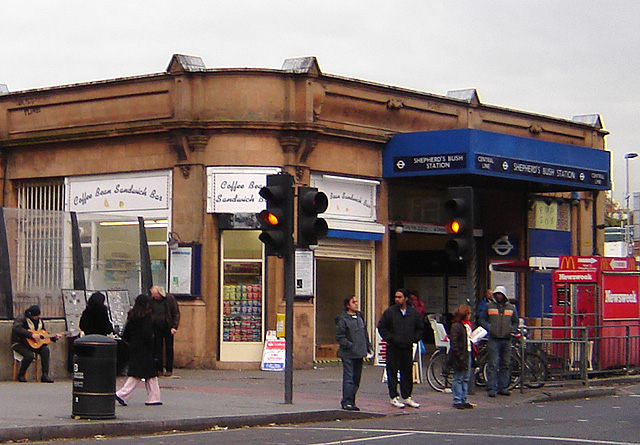
Before: the original 1900 building as seen in 2005
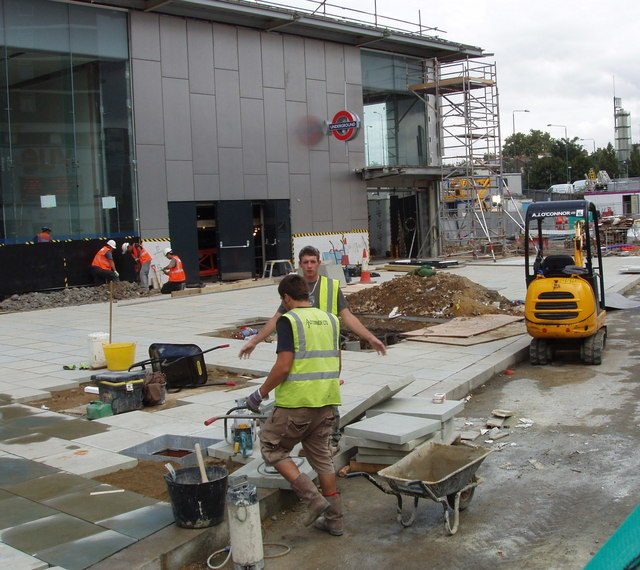
After: the replacement building nears completion in 2008
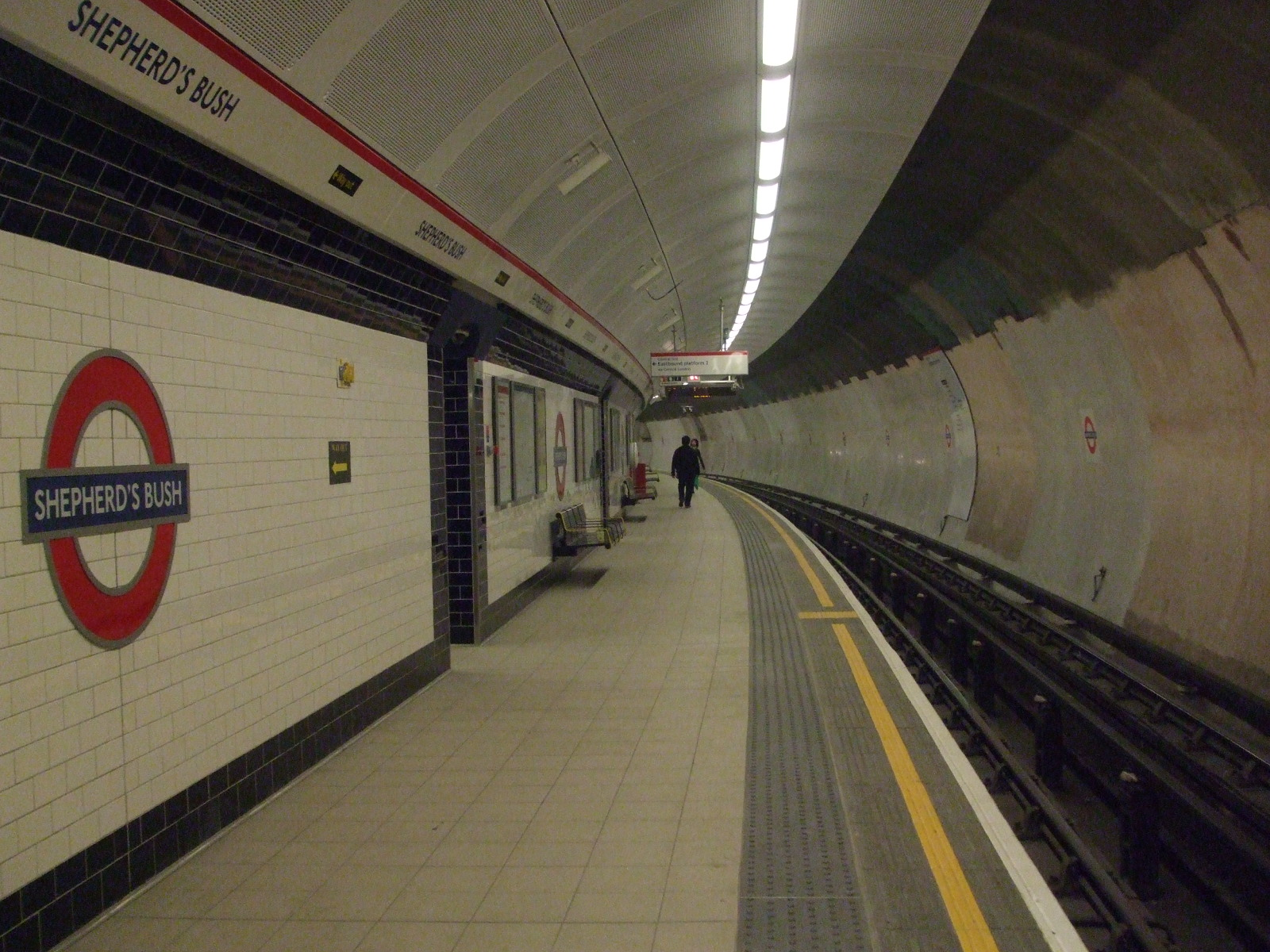
Westbound platform looking east
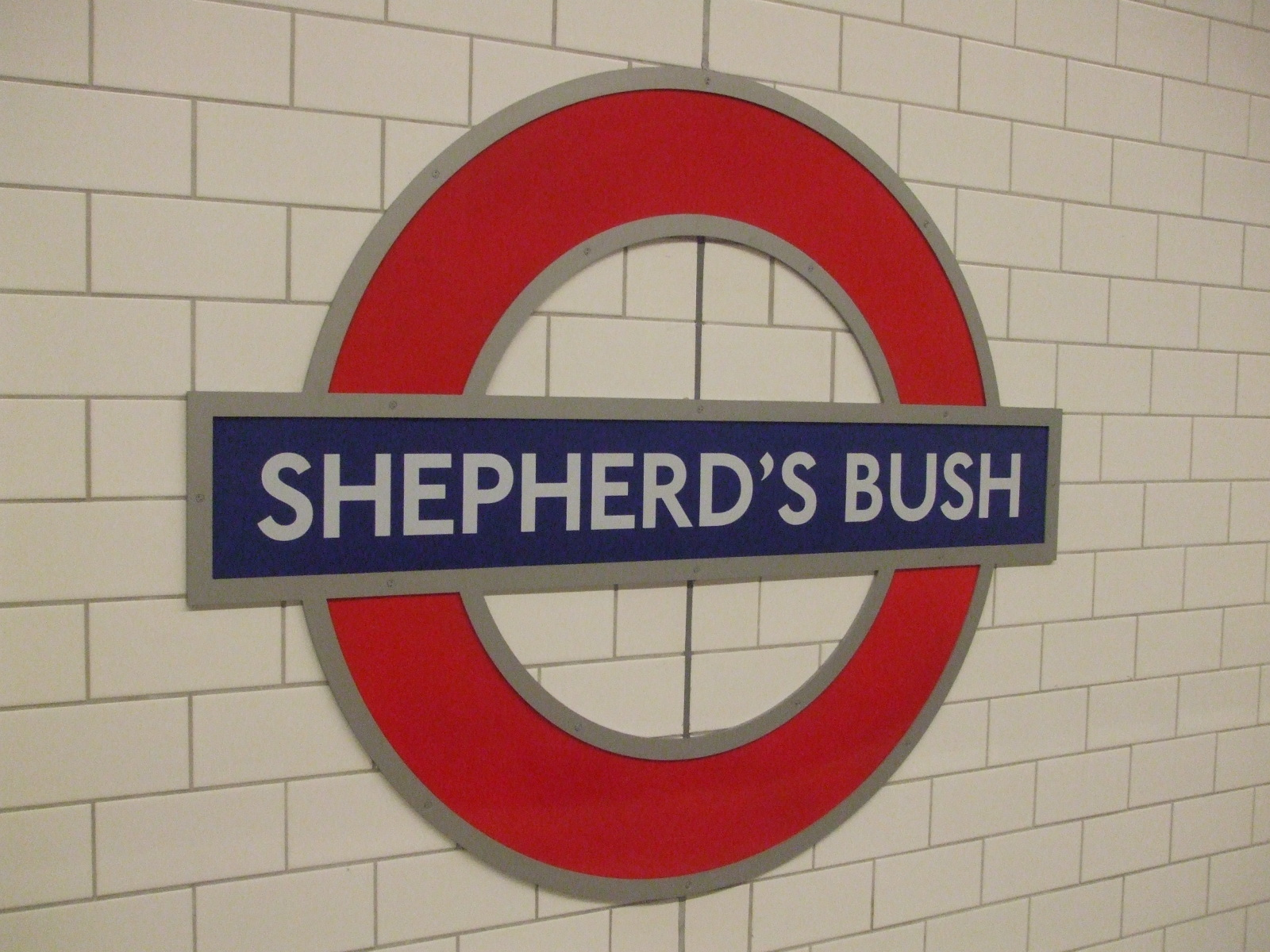
Platform roundel